# 1909 год в литературе

## Премии

### Международные
- Нобелевская премия по литературе — Сельма Лагерлёф, «Как дань высокому идеализму, яркому воображению и духовному проникновению, которые отличают все её произведения». Женщина впервые получила нобелевскую премию по литературе.

### Франция
- Гонкуровская премия — Мариус и Аре Леблон, «Во Франции».
- Премия Фемина — Эдмон Жалу, Le reste est silence.

## Книги

### Романы
- «Аня из Авонлеи» — роман Люси Мод Монтгомери.
- «Анна-Вероника» — роман Герберта Уэллса.
- «Борьба за огонь» — роман Жозефа Рони-старшего о доисторическом прошлом человечества.
- «Кораблекрушение „Джонотана“» — роман Жюля Верна.
- «Майк» — роман Пэлема Грэнвила Вудхауза.
- «Мартин Иден» — роман Джека Лондона.
- «Провинциалки» — роман Жана Жироду.

### Повести
- «Городок Окуров» — повесть Максима Горького.
- «Жизнь Матвея Кожемякина» — повесть Максима Горького.
- «Хохот Жёлтого Дьявола» — фантастическая повесть Антона Сорокина.

### Малая проза
- «Жертва» — рассказ Алексея Ремизова.

### Пьесы
- «Анатэма» — пьеса Леонида Андреева.
- «Дни нашей жизни» — пьеса Леонида Андреева.

## Родились
- 18 февраля — Феликс Пита Родригес, кубинский писатель, поэт, эссеист, журналист и литературный критик (умер в 1990).
- 19 февраля — Марк Зосимович Ланской, советский писатель-фантаст (умер в 1990).
- 24 февраля — Август Дерлет, американский писатель-фантаст, издатель книг Лавкрафта (умер в 1971).
- 6 марта — Станислав Ежи Лец, польский сатирик, поэт, афорист (умер в 1966).
- 12 марта — Пятрас Цвирка, литовский писатель-марксист (умер в 1947).
- 6 июня — Семён Петрович Бабаевский, русский советский писатель (умер в 2000).
- 28 июня — Эрик Эмблер, британский писатель (умер в 1998).
- 7 августа — Мари-Терез Бодар, бельгийская писательница, эссеистка, драматург.
- 8 августа — Емилиан Нестерович Буков, молдавский советский писатель и поэт (умер в 1984).
- 16 октября — Мохамед Фадхель Бен Ашур, тунисский богослов, писатель (умер в 1970).
- 16 ноября — Макс Циммеринг, немецкий писатель, поэт (умер в 1973).
- 8 декабря — Зиновий Яковлевич Биленко, украинский советский писатель (умер в 1979).
- 16 декабря — Эдгар Миттельхольцер, гайанский писатель. Один из основоположников вест-индской литературы (умер в 1965).
- Майкл Дей-Ананг, ганский поэт, драматург и писатель (умер в 1977).

## Умерли
- 29 января — София Меллерова,  польская писательница, драматург и переводчик, работавшая в эпоху позитивизма[1].
- 11 марта – Аквилео Эчеверрия, национальный поэт Коста-Рики.
- 12 марта — Хуан Крисостомо Сентурион, парагвайский писатель (родился в 1840).
- 17 апреля — Фёдор Николаевич Берг, русский поэт, прозаик, журналист (родился в 1839).
- 17 июня – Томас Ахелис, немецкий писатель (род.1850).
- 18 июня — Павел Александрович Крушеван, русский и молдавский журналист, прозаик, публицист (родился в 1860).
- 29 сентября — Владимир Видрич, хорватский поэт (род. в 1875).
- 30 октября — Арсений Иванович Введенский, русский литературный критик, библиограф, историк литературы (родился в 1844).
- 13 декабря — Иннокентий Фёдорович Анненский, русский поэт, переводчик, литературный критик (родился в 1856).